# Vatan
Vatan je francouzská obec v departementu Indre v regionu Centre-Val de Loire. V roce 2010 zde žilo 2 063 obyvatel. Je centrem kantonu Vatan.

## Vývoj počtu obyvatel
Počet obyvatel 